# Лук горолюбивый
Лук горолюби́вый (лат. Allium oreophilum) — многолетнее травянистое растение, вид рода Лук (Allium) семейства Луковые (Alliaceae).
Используется как декоративное растение открытого грунта. Дикий родич культурных луков.
Своё видовое название получил за то, что «любит горы»: в диком виде растёт на горных каменистых склонах.

## Распространение и экология
В природе ареал вида охватывает Кавказ (Дагестан), Центральную Азию и Казахстан.
Произрастает на щебнистых склонах в верхнем поясе гор.

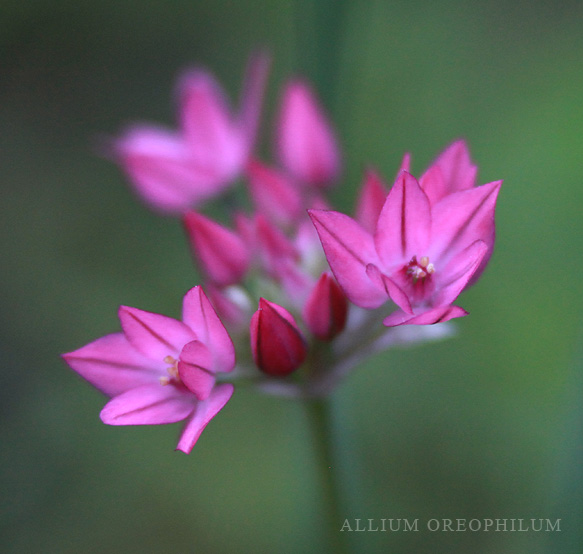
Соцветие

## Ботаническое описание
Луковица яйцевидно-шаровидная, диаметром около 1—2 см; наружные оболочки серые, бумагообразные. Стебель высотой 5—20 см, на половину или на три четверти одетый скрытыми под землей влагалищами листьев.
Листья в числе двух, шириной 2—8 мм, линейные, по краю шероховатые, значительно длиннее зонтика.
Чехол в полтора или два раза короче зонтика, коротко заострённый. Зонтик пучковатый, полушаровидный или шаровидный, немногоцветковый, рыхловатый. Цветоножки в два раза короче, равны или, чаще, немного длиннее околоцветника, почти равные, при основании без прицветников. Листочки широко колокольчатого околоцветника розово-пурпурные, с более тёмной жилкой, овальные, тупые или, чаще, острые, длиной 8—11 мм. Нити тычинок в два—три раза короче листочков околоцветника, до половины между собой и с околоцветником сросшиеся, наружные треугольно-ланцетные, внутренние широко треугольные. Столбик не выдается из околоцветника; рыльце почти трёхлопастное; семяпочек шесть.
Коробочка диаметром около 4 мм.
Цветение: июль — август. Плодоношение: август — сентябрь.

## В культуре
Светолюбивые растения.
До последнего времени в культуре был распространён сорт — 'Zwanenburg Bronze', который после появления сорта Яниса Рукшанса 'Agalik’s Giant' утратил своё значение. Новый сорт был найден в ущелье Агалик, он крупнее 'Zwanenburg Bronze' и имеет более яркие цветы. 'Agalik’s Giant' относительно поздний сорт, цветёт в конце весны.

## Таксономия
Вид Лук горолюбивый входит в род Лук (Allium) семейства Луковые (Alliaceae) порядка Спаржецветные (Asparagales).
|  |                                      |  |                                                             |                                                             |                   |  | ещё 24 семейства (согласно Системе APG II) | ещё 24 семейства (согласно Системе APG II) |                     |  |  |  | ещё более 870 видов |
|  |                                      |  |                                                             |                                                             |                   |  | ещё 24 семейства (согласно Системе APG II) | ещё 24 семейства (согласно Системе APG II) |                     |  |  |  | ещё более 870 видов |
|  |                                      |  |                                                             | порядок Спаржецветные                                       |                   |  |                                            |                                            | род Лук             |  |  |  |                     |
|  |                                      |  |                                                             | порядок Спаржецветные                                       |                   |  |                                            |                                            | род Лук             |  |  |  |                     |
|  | отдел Цветковые, или Покрытосеменные |  |                                                             |                                                             | семейство Луковые |  |                                            |                                            | вид Лук горолюбивый |  |  |  |                     |
|  | отдел Цветковые, или Покрытосеменные |  |                                                             |                                                             | семейство Луковые |  |                                            |                                            |                     |  |  |  |                     |
|  |                                      |  | ещё 44 порядка цветковых растений (согласно Системе APG II) | ещё 44 порядка цветковых растений (согласно Системе APG II) |                   |  |                                            | ещё около 300 родов                        | ещё около 300 родов |  |  |  |                     |
|  |                                      |  |                                                             | ещё 44 порядка цветковых растений (согласно Системе APG II) |                   |  |                                            |                                            | ещё около 300 родов |  |  |  |                     |